# ISO 3166-2:BH
ISO 3166-2 données pour Bahreïn (en:Bahrein, ar:Al Baḩrayn).
- Sources de la liste : loi-décret n°17 pour 2002 ; PCGN 2006-08-31
- Source des codes : ISO/TC 46/WG 2 Secretariat (*)
- Système de romanisation : BGN/PCGN 1956

## Gouvernorats (4)en:governoratesar:muḩāfazah
Le Gouvernorat central (Al Wusţá) disparait en 2010.
| Code ISO 3166-2 | Gouvernorat                      | Gouvernorat |
| Code ISO 3166-2 | Nom anglais ou français romanisé |             |
| --------------- | -------------------------------- | ----------- |
| BH-13           | Al Manāmah (Al ‘Āşimah)          |             |
| BH-14           | Al Janūbīyah                     |             |
| BH-15           | Al Muḩarraq                      |             |
| BH-17           | Ash Shamālīyah                   |             |

## Historiques
Historique des changements
- 17 avril 2007 - ISO 3166-2:2007-04-17 Bulletin n° I-8[2]  : création
- 27 novembre 2015 : Modification du nom de la subdivision BH-13; suppression d’un gouvernorat BH-16 (Al Wusţá); mise à jour de la Liste Source